# Филип Цептер
Вижте пояснителната страница за други личности с името Цептер.
Филип Цептер (на немски: Philip Zepter), имена по рождение Ми́лан Я́нкович  (Милан Јанковић), е сръбски предприемач, милиардер.
Той е основател, собственик и ръководител на компанията „Цептер Интернешънъл“ (Zepter International) и водената от нея „Цептер Груп“ (Zepter Group).

## Биография
Роден е в град Велико Градище, Сърбия, Социалистическа Югославия на 23 ноември 1950 г. Завършва средно училище в гр. Босанска Дубица (Козарска Дубица), Босна и Херцеговина (днес в нейната Република Сръбска) и Икономическия факултет на Белградския университет.
На 29-годишна възраст се преселва във Виена, Австрия след съпругата си Мадлена Янкович, получила там постоянна работа. През 1986 г. той основава компанията „Цептер Интернешънъл“ в Линц, Австрия, която премества в Швейцария през 1996 г. Тя се разраства в транснационална корпорация с годишен доход от порядъка на 1 милиард евро.
Понастоящем Милан Янкович живее в собствената си вила Trianon в Монте Карло, Монако. Състоянието му се оценява на сума от порядъка на 20 милиарда щатски долара.